# Wereldkampioenschap schaatsen allround vrouwen 1949
Het tiende Wereldkampioenschap schaatsen allround voor vrouwen werd op 12 en 13  februari 1949 verreden op de Idrætsplassen ijsbaan van Kongsberg, Noorwegen.
Er deden  twintig deelneemsters uit Noorwegen (8), Sovjet-Unie (7), Finland (3), Canada (1) en, voor het eerst, Zuid-Korea (1), waarvan er elf debuteerden, aan deze editie mee.
Ook dit kampioenschap werd verreden over de afstanden 500m, 3000m, 1000m, en 5000m.
Titelverdedigster Maria Isakova prolongeerde haar titel, en werd de eerste wereldkampioene dankzij drie afstandsoverwinningen (waarvan twee gedeeld eerste), want  haar twee landgenoten Zoja Cholsjtsjevnikova (2e) en Rimma Zjoekova (3e) behaalden beide over de vier afstanden minder punten dan Isakova. Verné Lesche verbeterde in haar achtste deelname aan het WK het twaalf jaar oude wereldrecord op de 5000m dat door Laila Schou Nilsen op het WK van 1937 was gereden.

## Afstandsmedailles
| Afstand | Goud ·                               | Zilver ·               | Brons ·                |
| ------- | ------------------------------------ | ---------------------- | ---------------------- |
| 500m    | Marianna Valovova Maria Isakova      | -                      | Zoja Cholsjtsjevnikova |
| 3000m   | Maria Isakova                        | Zoja Cholsjtsjevnikova | Rimma Zjoekova         |
| 1000m   | Maria Isakova Zoja Cholsjtsjevnikova | -                      | Rimma Zjoekova         |
| 5000m   | Verné Lesche                         | Rimma Zjoekova         | Zoja Cholsjtsjevnikova |

## Klassement
| Rang   | Schaatsster            | Land        | Punten  | 500m      | 3000m       | 1000m       | 5000m         |
| ------ | ---------------------- | ----------- | ------- | --------- | ----------- | ----------- | ------------- |
| Goud   | Maria Isakova          | Sovjet-Unie | 214,400 | 48,1 (1)  | 5.29,7 (1)  | 1.41,9 (1)  | 10.03,0 (6)   |
| Zilver | Zoja Cholsjtsjevnikova | Sovjet-Unie | 212,890 | 48,7 (3)  | 5.30,3 (2)  | 1.41,9 (1)  | 9.41,9 (3)    |
| Brons  | Rimma Zjoekova         | Sovjet-Unie | 213,793 | 50,2 (6)  | 5.30,8 (3)  | 1.43,5 (3)  | 9.27,1 (2)    |
| 4      | Randi Thorvaldsen      | Noorwegen   | 216,663 | 49,5 (4)  | 5.38,0 (5)  | 1.44,3 (5)  | 9.46,8 (5)    |
| 5      | Verné Lesche           | Finland     | 217,897 | 52,5 (11) | 5.32,5 (4)  | 1.47,2 (8)  | 9.26,8 (1) WR |
| 6      | Eevi Huttunen          | Finland     | 218,380 | 50,3 (7)  | 5.39,3 (6)  | 1.46,1 (7)  | 9.44,8 (4)    |
| 7      | Marianna Valovova      | Sovjet-Unie | 218,403 | 48,2 (1)  | 5.45,8 (7)  | 1.43,6 (4)  | 10.07,7 (7)   |
| 8      | Lidia Selichova        | Sovjet-Unie | 222,227 | 49,8 (5)  | 5.52,6 (10) | 1.45,4 (6)  | 10.09,6 (10)  |
| 9      | Maria Anikanova        | Sovjet-Unie | 223,843 | 50,4 (8)  | 5.50,0 (8)  | 1.48,5 (10) | 10.08,6 (8)   |
| 10     | Margarita Antonova     | Sovjet-Unie | 224,890 | 51,2 (10) | 5.51,6 (9)  | 1.48,3 (9)  | 10.09,4 (9)   |
| 11     | Jang In-Suk            | Zuid-Korea  | 231,060 | 52,8 (12) | 5.58,5 (11) | 1.53,0 (12) | 10.20,1 (11)  |
| 12     | Betty Mitchell         | Canada      | 233,470 | 50,8 (9)  | 6.16,8 (14) | 1.50,4 (11) | 10.46,7 (13)  |
| 13     | Erna Aas               | Noorwegen   | 239,103 | 54,8 (15) | 6.11,6 (13) | 1.55,6 (14) | 10.45,7 (12)  |
| 14     | Maggi Kvestad          | Noorwegen   | 239,160 | 54,6 (14) | 6.10,5 (12) | 1.55,9 (15) | 10.48,6 (14)  |
| 15     | Lorry Knudsen          | Noorwegen   | 245,137 | 55,8 (19) | 6.22,0 (15) | 1.57,4 (16) | 11.09,7 (15)  |
| 16     | Ragnhild Mikkelsen     | Noorwegen   | 246,350 | 55,4 (17) | 6.25,2 (18) | 1.59,0 (18) | 11.12,5 (17)  |
| 17     | Kyllikki Kinnunen      | Finland     | 248,013 | 56,5 (20) | 6.25,1 (17) | 2.00,6 (19) | 11.10,3 (16)  |
| 18     | Kari Kristiansen       | Noorwegen   | 249,880 | 55,2 (16) | 6.26,4 (19) | 2.02,8 (20) | 11.28,8 (18)  |
| NS4    | Erna Larsen            | Noorwegen   | 177,033 | 54,1 (13) | 6.35,0 (20) | 1.54,2 (13) | NS            |
| NS4    | Aase Halstvedt         | Noorwegen   | 178,550 | 55,6 (18) | 6.24,0 (16) | 1.57,9 (17) | NS            |

* = met val
NC = niet gekwalificeerd
NF = niet gefinisht
NS = niet gestart
DQ = gediskwalificeerd
Vet gezet = kampioenschapsrecord